# The Dancers
The Dancers er en amerikansk stumfilm fra 1925 instrueret af Emmett J. Flynn.

## Handling
Den unge Tony, som kæmper for at overleve i det overfyldte og hektiske London, beslutter sig for at rejse til Sydamerika i håbet om at skabe sig en formue. Efter nogen tid bliver han ejer af en salon og et danseetablissement. En af danserne, Maxine, forelsker sig i ham, men Tony nærer stadig følelser for sin barndomsveninde Una, der nu lever som en såkaldt "party girl" i London og for længst har glemt ham.
Skæbnen griber dog ind, da Tony pludselig arver en formue og en adelig titel, hvilket bringer ham tilbage til London for at opsøge Una. Selvom han bliver skuffet over hendes livsstil, frier han til hende trods hendes fortid. Men aftenen inden brylluppet afslører Una en mørk og chokerende hemmelighed – en sandhed, der kan ændre alt.

## Medvirkende
- George O'Brien som Tony
- Alma Rubens som Maxine
- Madge Bellamy som Una
- Templar Saxe
- Joan Standing
- Alice Hollister som Mrs. Mayne
- Freeman Wood som Evan Caruthers
- Walter McGrail
- Noble Johnson
- Tippy Grey som Bassil